# Bernat Perpunter
En Bernat Perpunter (Palautordera, s. XVI - Barcelona, 1616) conegut com a Bargina, fou un bandoler cap de quadrilla. Actuava pels voltants del Montseny, sobretot pels camins que de Barcelona anaven cap a Girona i a cap a Vic. El solia acompanyar un altre bandoler, Juyol de Sant Celoni. El 1611 li fou concedit un perdó a canvi de servir als exèrcits reials d'Itàlia, però sembla que no hi va anar. Fou capturat el 1614 quan amb la seva quadrilla va atacar la torre de Palautordera del senyor Benet de Fluvià. Fou finalment executat a la capital durant el virregnat de Francisco Fernández de la Cueva y de la Cueva.